# Lambro
El Lambro (en Llombard Lamber o Lambar) és un riu del nord-oest d'Itàlia afluent del riu Po. Passa prop de Milà. Neix a Vallassina, passa prop d'Asso i altres ciutats i desaigua al llac Pusiano. Surt per l'altra banda i travessa Monza, fins a arribar al riu Po.
El seu nom antic era Lamber o Lambrus, i els romans l'anomenaven sovint «riu fred». Plini el Vell diu que era un riu del nord d'Itàlia, a la Gàl·lia Transpadana, que s'unia al Padus (Po) per la seva riba esquerra. Plini diu també que naixia a l'Eupilis Lacus (llac Pusiano, actualment), vora de Milà. Sidoni Apol·linar diu que era un riuet estancat i maleït que contrastava amb les aigües netes de l'Addua (Adda). La Taula de Peutinger i la Cosmografia de Ravenna parlen d'una ciutat anomenada Lambrum propera al riu, però es pensa que en realitat devia ser una mansio o estació de descans dels viatgers situada a la vora del riu, ja que no s'han trobat restes de cap ciutat.